# La Calabaza
La Calabaza är en ort i Mexiko.   Den ligger i kommunen Citlaltépetl och delstaten Veracruz, i den sydöstra delen av landet, 250 km nordost om huvudstaden Mexico City. La Calabaza ligger 109 meter över havet och antalet invånare är 241.
Terrängen runt La Calabaza är platt, och sluttar norrut. Runt La Calabaza är det ganska glesbefolkat, med 43 invånare per kvadratkilometer. Närmaste större samhälle är Chinampa de Gorostiza, 19,7 km öster om La Calabaza. Omgivningarna runt La Calabaza är en mosaik av jordbruksmark och naturlig växtlighet.